# La Mort du patriarche
La Mort du patriarche est un tableau réalisé par Niki de Saint Phalle en 1972. Cette  peinture-assemblage fait partie des œuvres engagées de l'artiste, qui milite pour la fin du patriarcat.

## Contexte
En 1972, Niki est à la galerie Alexandre Iolas avec l'exposition intitulée Les Funérailles de papa dont elle réalise l'affiche visible sur le catalogue de l'hôtel Drouot. Elle y expose clairement son engagement féministe : « J'aimerais rétablir le matriarcat, les enfants portant le nom de leur mère et les mâles ayant le rôle de beaux coqs. Mais je ne défile derrière aucune banderole. Je préfère travailler seule dans la solitude de la campagne. »

## Le tableau
Bien qu'il ne fasse pas partie de sa série des Tirs, la mort du patriarche en reprend le style violemment ensanglanté à l'instar de Kennedy-Khrouchtchev  réalisé 10 ans plus tôt (1962), avec une allusion non déguisée à son père haï, qui est représenté sous la forme lamentable d'un poupée déchiquetée, dégoulinant de peinture rouge sang.
Cette même année, la première version du film Daddy est présentée à Londres. Dès les premières images, apparaît déjà le cadavre du père dans son cercueil, réduit à un grand pénis en plâtre blanc. Ce père qui entre dans la légende familiale comme « héros mais salaud », est de toute évidence le modèle, l'inspirateur  de La Mort du patriarche. Le tableau est accessible sur le site du musée : La Mort du patriarche.